# Vium Sogn
Vium Sogn er et sogn i Ikast-Brande Provsti (Viborg Stift).
I 1800-tallet var Almind Sogn og Sjørslev Sogn annekser til Vium Sogn. Alle 3 sogne hørte til Lysgård Herred i Viborg Amt. De udgjorde Vium-Almind-Sjørslev sognekommune, men blev senere til 3 selvstændige sognekommuner. Ved kommunalreformen i 1970 blev Almind indlemmet i Viborg Kommune, de andre i Kjellerup Kommune, som ved strukturreformen i 2007 indgik i Silkeborg Kommune.
I Vium Sogn ligger Vium Kirke og hovedgården Marsvinslund.
I sognet findes følgende autoriserede stednavne:
- Båstrup Huse (bebyggelse)
- Hornskov (bebyggelse)
- Kokhus (bebyggelse)
- Kongemose (bebyggelse, ejerlav)
- Marsvinslund Mark (bebyggelse)
- Neder Hvam (bebyggelse, ejerlav)
- Nipgård (bebyggelse, ejerlav)
- Nipgård Sø (vandareal)
- Over Hvam (bebyggelse, ejerlav)
- Pabsø Huse (bebyggelse)
- Stendal Plantage (areal, ejerlav)
- Toftebo (bebyggelse)
- Vium (bebyggelse, ejerlav)
- Vium Mark (bebyggelse)
- Vium Mose (areal)
- Vium Søndermark (bebyggelse)
- Vium Vestermark (bebyggelse)
- Vium Østermark (bebyggelse)

Digteren Steen Steensen Blicher blev født i Vium Præstegård, dog ikke i den nuværende bygning.